# Rickenbach (powiat Waldshut)
Rickenbach – miejscowość i gmina w Niemczech, w kraju związkowym Badenia-Wirtembergia, w rejencji Fryburg, w regionie Hochrhein-Bodensee, w powiecie Waldshut, wchodzi w skład wspólnoty administracyjnej Bad Säckingen. Leży na północny wschód od Bad Säckingen.